# Hagsätter, Västra Husby socken
För en ort med samma namn norr om Norrköping, se Hagsätter.
Hagsätter är en ort i Västra Husby socken i Söderköpings kommun. Från 2015 avgränsar SCB här en småort som även sträcker sig över gränsen in i Norrköpings kommun.